# Dödskallesvärmare
Dödskallesvärmare eller dödskallefjäril (Acherontia atropos) är en stor fjäril i familjen svärmare (Sphingidae) som har fått sitt namn på grund av en gulaktig, dödskalleliknande teckning på mellankroppens ryggsida. 

## Kännetecken
Grundfärgen är svartbrun med blå-aktig anstrykning, bakkroppen ovan på vardera sidan med sex stora gula fläckar. Framvingarna är ovan svartbruna med gula och vita fläckar och streck, bakvingarna gula med två svarta tvärband. Vingbredden kan uppgå till 140 millimeter.

### Larven
Dödskallesvärmarens larv är gul med 7-8 blå snedstreck på kroppssidorna. Det finns även grön och en gråbrun variant. Dess analhorn är gult och taggigt. Den lever på potatisväxten, men angriper även andra solanaceae samt ask och liguster. Den fullvuxna larven är 120–130 millimeter lång.
| Larv och puppa |  | Larv och puppa |
| Larv och puppa |  |                |

### Puppan
Puppan kan antingen kläckas redan på hösten efter några veckors puppstadium eller så övervintrar den och kläcks först följande vår. Den fullbildade fjärilen påträffas därför såväl på hösten som under våren och försommaren. Vid tillräckligt torra förhållanden kan pupporna klara minus 4 grader celsius i upp till sex månader.

### Läte
Både fjärilen och larven frambringar karakteristiska ljud. Fjärilen ett entonigt klagande läte genom sugtungans gnidning mot palperna, larven ett knastrande ljud med hjälp av mandiblerna.
Även pupporna har dokumenterats ge ett väsande ljud från sig. Hur detta exakt går till eller hur vanligt det är, är inte känt.

## Utbredning
Denna svärmare, den största bland våra skandinaviska arter vi kan bevittna fritt i Sverige, härstammar mest troligen från stora delar av Afrika och hittas generellt under juli till oktober i Europa och under hela vintern i Nordafrika. Det finns exemplar som nått nordliga delar av världen, som till exempel Island, Izvail i Ryssland och svenska områden vid liknande breddgrader. Få exemplar som observerats i Sverige har dock med större framgång lyckats överleva vintrarna, inte ens i de södra delarna av landet.

## Levnadssätt
Dödskallesvärmaren lever främst på honung som den tar från bikupor. Den utsöndrar en lukt som gör att den inte attackeras av bina. Den kan också hämta mat från övermogna frukter och ibland på blommor, till exempel potatis, borstnejlika och apelsin. Den hovrar dock inte när den suger nektar utan sätter sig ner på blomman. Larven lever på potatisväxter.

## Bilder

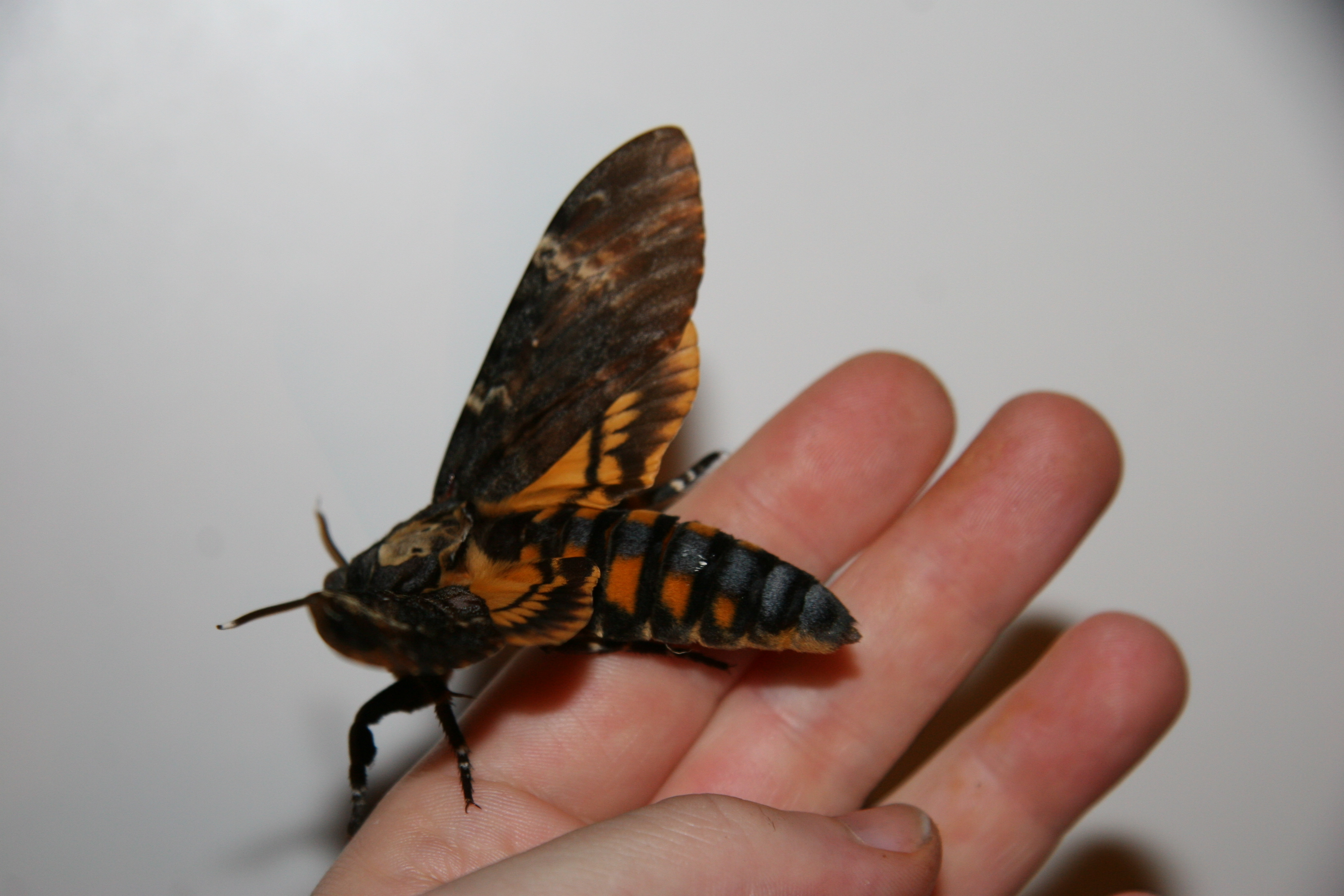
Dödskallefjäril på människohand.
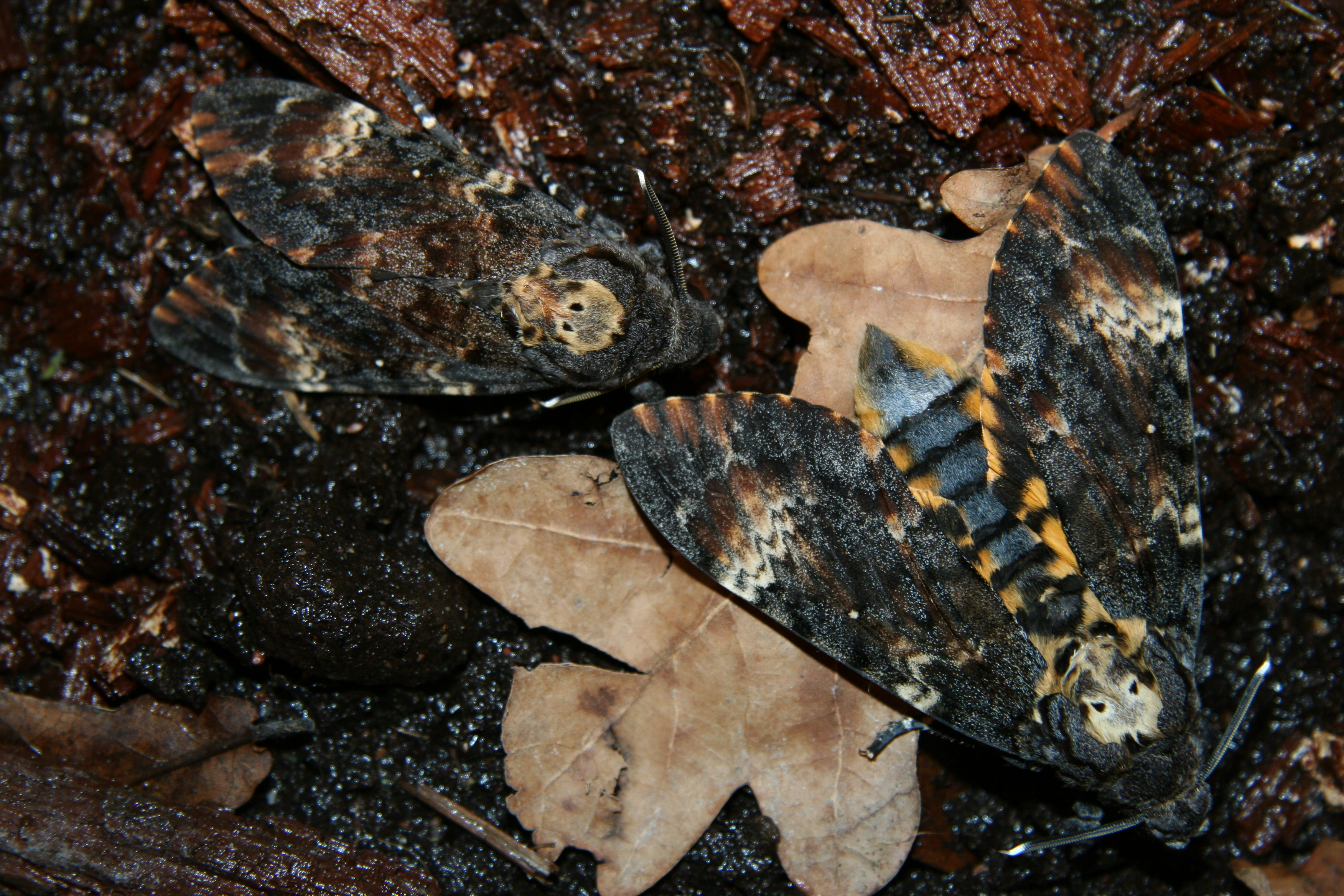
Två individer nästan dolda mot det mörka underlaget.
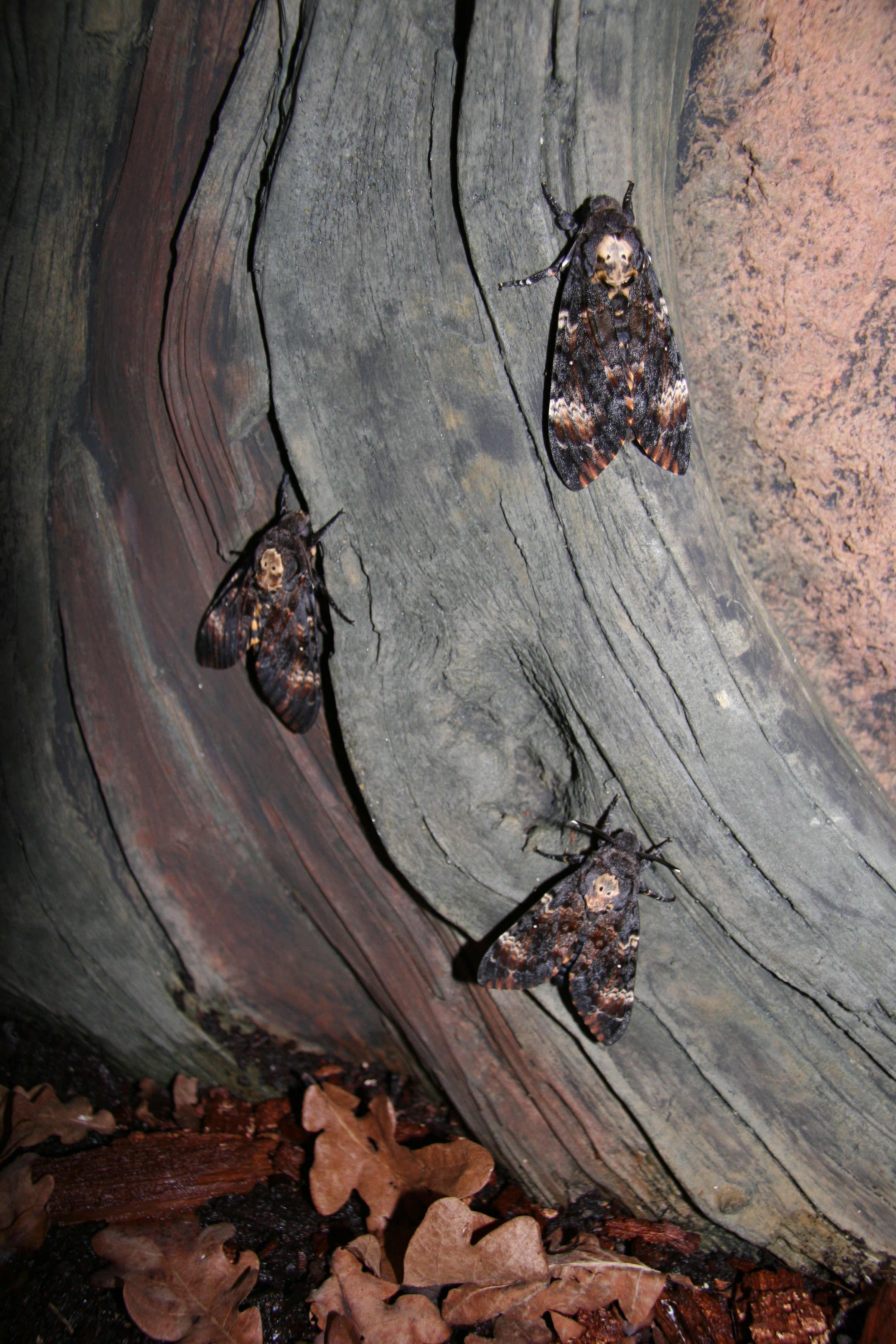
Tre individer på trädstock.

## I kulturen
Fjärilen spelar en roll i Stieg Trenters deckare Aldrig näcken samt är känd från filmen När lammen tystnar.